# Крапчатая танагра
Крапчатая танагра (лат. Tangara guttata) — вид новонёбных птиц из семейства танагровых.
Распространён в западной Колумбии (склоны северо-центральных Анд, на юге до склонов Невадо-дель-Толима, восточные склоны восточных Анд южнее до Какета, и в горах Макарена) и в горах Венесуэлы, а также в соседних районах северной Бразилии (Рорайма) и Суринаме, и в Тринидаде, Коста-Рике, Панаме. Обитают по краям лесов, кустарниковых местностях и лесных опушках, а также посещают пастбища и кофейные плантации; на высоте от 700 до 4600 метров над уровнем моря. Длина тела птиц около 13 см, масса — 15—20 грамм. Птицы живут под пологом зрелых и вторичных лесов. Путешествуют группами из 3—6 птиц и иногда присоединяются к смешанным стайками разных видов танагр (Tangara larvata, Tangara icterocephala) и зелёных сай. Питаются бананами и небольшими фруктами Miconia, Souroubea guianensis, Lantana и Dipterodendron elegans, а также мелкими насекомыми, гусеницами и пауками, которых собирают с листьев и веточек кустарников и деревьев.